# Phyllophaga aegrotus
Phyllophaga aegrotus är en skalbaggsart som beskrevs av Bates 1888. Phyllophaga aegrotus ingår i släktet Phyllophaga och familjen Melolonthidae. Inga underarter finns listade i Catalogue of Life.